# Guillaume van Cutsem
Guillaume van Cutsem (Sint-Pieters-Leeuw, 17 november 1749 - Brussel, 1 juli 1825) was jurist, politicus en afgevaardigde van het departement Twee Neten.

## Biografie
Van Cutsem, afkomstig uit een Brabantse patriciërsfamilie, was de zoon van Philippe van Cutsem en Catherine Nerinckx.
Hij was onder het Oostenrijkse regime adviseur van de Grote Raad van Mechelen en professor aan de Universiteit van Leuven.
Toen de voormalige Oostenrijkse Nederlanden Franse provincies werden, sloot hij zich aan bij het nieuwe regime en werd hij rechter, vervolgens voorzitter van de correctionele rechtbank van Mechelen en werd verkozen op 14 januari 1801 als afgevaardigde voor het departement Twee Neten in het Corps législatif van Frankrijk. Hij blijft afgevaardigde tot de scheiding van het toekomstige België en Frankrijk in 1814 .
Hij werd raadsheer aan het Keizerlijk Gerechtshof in Brussel op 30 april 1811, daarna adviseur van de Hoge Raad van Justitie onder Willem I der Nederlanden.
Hij was lid van de Franse orde van het Legioen van Eer, en na de oprichting van het Koninkrijk der Nederlanden werd hij benoemd tot ridder in de Orde van de Nederlandse Leeuw.
- International Standard Name Identifier: 0000 0003 9672 104X
- Base Léonore: LH//2671/34
- Nederlandse Thesaurus van Auteursnamen: 074954725
- Virtual International Authority File: 291728114